# راینر فیلیپ
راینر فیلیپ (انگلیسی: Rainer Philipp؛ زادهٔ ۸ march ۱۹۵۰ (۷۵ سال)) ورزشکار هاکی روی یخ اهل آلمان است.
وی در مسابقات کشوری و بین‌المللی در مجموع برندهٔ ۱ مدال برنز شده‌است.